# Henriette Porson
Pour les articles homonymes, voir Porson.
Henriette Porson, née le 12 juillet 1874 à Nantes et morte le 1er mai 1963 dans la même ville, est une sculptrice française.

## Biographie
Henriette Porson étudie les Beaux-Arts à Nantes puis à Paris à l'Académie Julian. Elle y suit les cours de peinture à l'atelier Jean-Paul Laurens et de sculpture de l'atelier Henri Royer. De 1906 à 1914 elle participe au Salon des artistes français, où elle est médaillée à multiples reprises et dont elle devient par la suite sociétaire. Ses participations sont récompensées de distinctions.
En 1912, elle fonde à Nantes un cours de dessin, de peinture et d'arts décoratifs.
C'est aux environs de 1930 que commence sa collaboration avec la Manufacture HB. Elle participe à l'Exposition coloniale de 1931, présentant une œuvre intitulée Petit arabe assis. Sa contribution est récompensée d'une médaille d'argent. En 1947, elle participe à l'Exposition d'art sacré de Nantes, toujours avec la manufacture HB. Son atelier nantais, situé à l'angle de la rue Boileau et de la rue du Chapeau-Rouge est détruit lors des bombardements de septembre 1943. Le Château des Ducs de Bretagne - Musée d'Histoire de Nantes, possède un fonds de collection constitué essentiellement de plâtres, peints pour certains d'entre eux, de faïences et de fusains, don de la tante de l'artiste.

## Œuvres
- Fillette de Plougastel, faïence H. 174 ; L. 160 ; l. 200 cm ; Château des Ducs de Bretagne - Musée d'Histoire de Nantes
- Notre Duchesse Anne ; Château des Ducs de Bretagne - Musée d'Histoire de Nantes[4]
- Petit arabe assis, faïence H. 16 ; L. 16, l. 14 cm [5]
- Enfant de Plougastel - Statuette - Buste, Musée de Quimper[6]